# WowCube
WOWCube es una videoconsola o un enigma electrónico estructurado como el Cubo de Rubik, también clasificado como un rompecabezas electrónico; un ejemplo de una interfaz de usuario táctil y la primera videoconsola en forma de cubo. Consiste en ocho elementos idénticos que funcionan como una sola unidad y permite ejecutar juegos especialmente preparados escritos en Pawn. La licencia es de hardware abierto (Open Source).

## Historia
El concepto del rompecabezas fue propuesto por Savva Osipov en 2016. El primer prototipo basado en Arduino se desarrolló en 2017. La patente rusa fue obtenida por Ilya y Savva Osipov en 2017. Un prototipo temprano fue presentado el 8 de junio de 2017 en la conferencia científica CALL en la UC Berkeley, y en mayo de 2018, el rompecabezas fue presentado al público en general en la exposición Maker Faire en Santa Clara, California.
En agosto de 2021, los distribuidores de 18 países estaban interesados en el WOWCube, con la mayor demanda en Japón. La compañía reservó 155,000 unidades por un total de aproximadamente $39 millones (a $250 por unidad al por menor). El 30 de agosto de 2021, se anunció que Cubios había recaudado otros $4.5 millones en una ronda A, incluidos $1.5 millones de Hand of Midas Capital y otros $3 millones de otros emprendimientos y ángeles inversores. Se anunció que el proceso de pedido comenzaría en septiembre. En total, la startup fue valorada en $25 millones. A finales de diciembre de 2021, se supo que la Comisión de Valores y Bolsa permitió a los desarrolladores recaudar hasta $5 millones al año a través de financiamiento colectivo de inversión: a los inversores se les ofreció el 10% de las acciones de Cubios, y los valores podían adquirirse en la plataforma StartEngine.
Según los desarrolladores, el lanzamiento al mercado está programado para la segunda mitad de 2022. Según los expertos, el costo de una copia ($250) equivalía al costo de una consola Nintendo Switch o un "teléfono inteligente de precio medio", pero debido a la especificidad de la plataforma, aún existía el riesgo de que el juguete no se pagara por sí mismo. Después de la presentación del juguete en el CES 2023, se anunció que las ventas de WOWCube comenzarían a $499 por unidad.

## Descripción
El sistema operativo utilizado por la consola WowCube es FreeRTOS. El código P es interpretado por la máquina abstracta del lenguaje Pawn, lo que permite ejecutar lógicas de juego precompiladas tanto en la consola como en su emulación de software. El SDK de WowCube contiene un emulador de software, que permite lanzar los juegos diseñados en una PC sin una consola real. Todos los componentes del software WowCube se utilizan bajo licencias abiertas, como la Licencia MIT, las Licencias BSD y la Licencia Apache.
El SDK de WowCube incluye un emulador de software que permite desarrollar programas de software sin tener disponible una consola WowCube real. Actualmente, los sistemas operativos compatibles son Windows y MacOS. El emulador se basa en el siguiente software de código abierto gratuito.
- El lenguaje de procesamiento se utiliza para la visualización 3D de la videoconsola, la carga y visualización del juego (imagen), y la transmisión de diversos eventos (giro de los elementos del rompecabezas, acciones del acelerómetro) del usuario a las lógicas escritas en el lenguaje Pawn.
- Se utiliza el lenguaje Pawn para escribir lógicas de juego, que reacciona a los eventos que ocurren en la consola WowCube real o en el emulador, y responde, a su vez, con una secuencia de comandos sobre la visualización de los cambios en el entorno de juego.
- Se utiliza el entorno de desarrollo Visual Studio Code para editar el código del juego en el lenguaje Pawn y ejecutarlo en el emulador de software. El código para el visualizador 3D del WowCube, que está escrito en el lenguaje de procesamiento, también se puede editar.[7]